# Robert Thornby

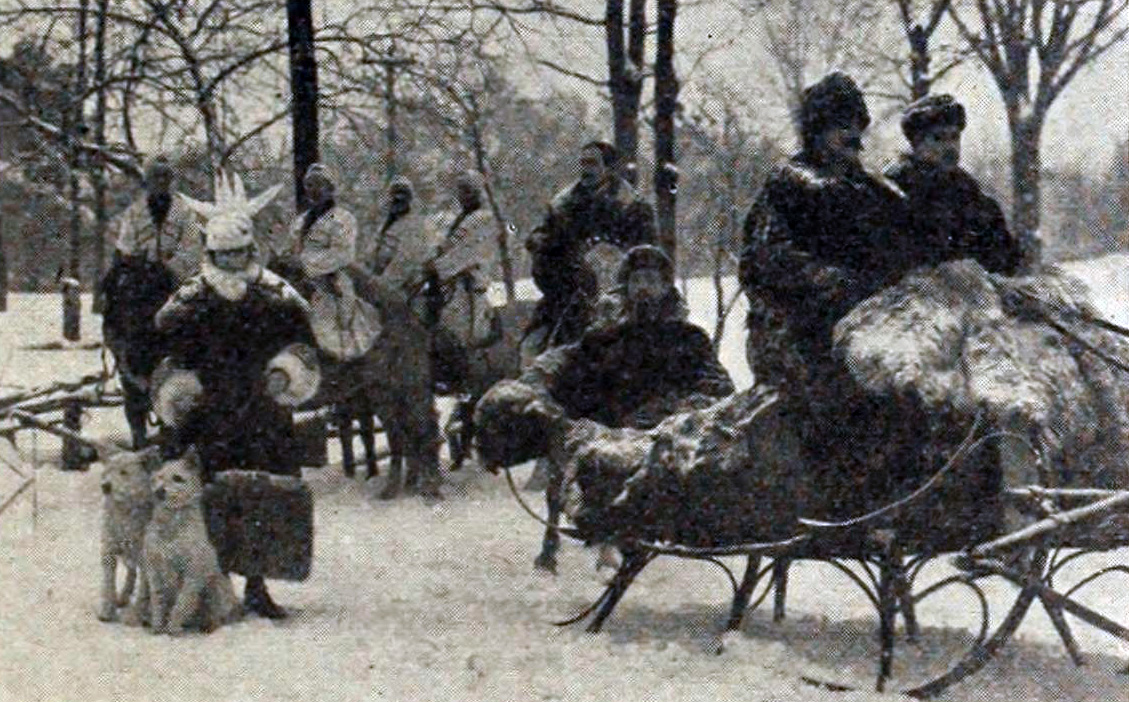

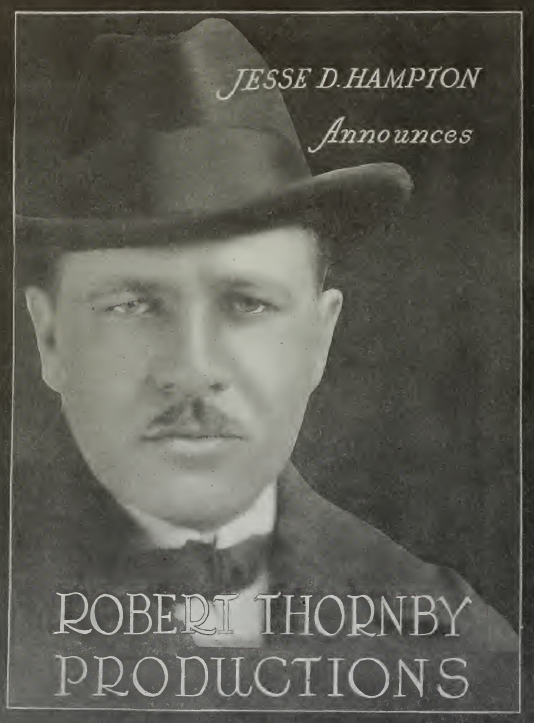

Robert Thornby (New York, 27 marzo 1888 – Los Angeles, 6 marzo 1953) è stato un regista, attore e sceneggiatore statunitense del cinema muto.

## Filmografia

### Regista
- When Ghost Meets Ghost - cortometraggio (1913)
- Sandy and Shorty Work Together - cortometraggio (1913)
- The Fortune Hunters of Hicksville - cortometraggio (1913)
- The Passing of Joe Mary - cortometraggio (1913)
- His Lordship Billy Smoke - cortometraggio (1913)
- Sandy Gets Shorty a Job - cortometraggio (1913)
- Daddy's Soldier Boy - cortometraggio (1913)
- The Race - cortometraggio (1913)
- Salvation Sal - cortometraggio (1913)
- When Friendship Ceases - cortometraggio (1913)
- The Outlaw - cortometraggio (1913)
- Sleuths Unawares - cortometraggio (1913)
- Bianca - cortometraggio (1913)
- A Broken Melody - cortometraggio (1913)
- Tangled Threads - cortometraggio (1913)
- Our Children - cortometraggio (1913)
- Little Kaintuck - cortometraggio (1913)
- Back to Eden - cortometraggio (1913)
- A Pair of Prodigals - cortometraggio (1913)
- Her Faith in the Flag - cortometraggio (1913)
- Quantrell's Son - cortometraggio (1914)
- The Broken Doll - cortometraggio (1914)
- Kids - cortometraggio (1914)
- The Flirt - cortometraggio (1914)

- The Return of Jack Bellew - cortometraggio (1914)

- A Woman's Power (1916)
- Little Billy's School Days - cortometraggio (1916)
- Her Maternal Right, co- regia di John Ince (1916)
- The Crucial Test, co-regia di John Ince (1916)
- The Almighty Dollar (1916)
- The New South (1916)
- On Dangerous Ground (1917)
- Forbidden Paths (1917)
- A Kiss for Susie  (1917)
- Little Miss Optimist (1917)
- The Hostage (1917)
- Molly Entangled (1917)
- The Fair Barbarian (1917)
- A Little Sister of Everybody (1918)
- Fallen Angel (1918)
- Lawless Love (1918)
- Her Inspiration (1918)
- Carolyn of the Corners (1919)
- When My Ship Comes In  (1919)
- Rose o' the River (1919)
- Are You Legally Married? (1919)
- Fighting Cressy (1919)
- The Prince and Betty (1919)
- The Deadlier Sex (1920)
- Simple Souls (1920)
- The Girl in the Web (1920)
- Felix O'Day (1920)
- Half a Chance (1920)
- That Girl Montana
- Magnificent Brute
- The Blazing Trail (1921)
- The Fox (1921)
- Primavera nordica (The Trap) (1922)
- The Sagebrush Trail
- Stormswept (1923)
- The Drivin' Fool (1923)
- Gold Madness (1923)
- Run Tin Can
- Whoa, Emma!
- The Speeding Venus
- West of Broadway (1926)
- Young Hollywood

### Attore
- Beyond the Law, regia di Laurence Trimble - cortometraggio (1911)
- The Indian Flute - cortometraggio (1911)
- The Half-Breed's Daughter, regia di Rollin S. Sturgeon - cortometraggio (1911)
- The Voiceless Message, regia di William V. Ranous - cortometraggio (1911)
- The Black Chasm, regia di Rollin S. Sturgeon - cortometraggio (1911)
- Destiny Is Changeless - cortometraggio (1912)
- A Girl of the West - cortometraggio (1912)
- How States Are Made, regia di Rollin S. Sturgeon - cortometraggio (1912)
- Sunset; or, Her Only Romance - cortometraggio (1912)
- The Price of Big Bob's Silence, regia di Rollin S. Sturgeon - cortometraggio (1912)
- The Star Reporter - cortometraggio (1912)
- The Craven, regia di Rollin S. Sturgeon - cortometraggio (1912)
- Sheriff Jim's Last Shot, regia di Rollin S. Sturgeon - cortometraggio (1912)
- The Greater Love, regia di Rollin S. Sturgeon - cortometraggio (1912)
- The Redemption of Ben Farland, regia di Rollin S. Sturgeon - cortometraggio (1912)
- Il trionfo del diritto (The Triumph of Right), regia di Rollin S. Sturgeon - cortometraggio (1912)
- At the End of the Trail, regia di Rollin S. Sturgeon - cortometraggio (1912)
- After Many Years, regia di Rollin S. Sturgeon - cortometraggio (1912)
- The Curse of the Lake - cortometraggio (1912)
- The Redemption of Red Rube, regia di Rollin S. Sturgeon - cortometraggio (1912)
- The Fatherhood of Buck McGee, regia di Rollin S. Sturgeon - cortometraggio (1912)
- The Ancient Bow, regia di Rollin S. Sturgeon - cortometraggio (1912)
- A Wasted Sacrifice, regia di Rollin S. Sturgeon - cortometraggio (1912)
- Bill Wilson's Gal, regia di Rollin S. Sturgeon - cortometraggio (1912)
- Her Spoiled Boy - cortometraggio (1912)
- When California Was Young, regia di Rollin S. Sturgeon - cortometraggio (1912)
- Una of the Sierras, regia di Ralph Ince - cortometraggio (1912)
- Omens of the Mesa, regia di Rollin S. Sturgeon - cortometraggio (1912)
- Natoosa, regia di Rollin S. Sturgeon - cortometraggio (1912)
- The Better Man, regia di Rollin S. Sturgeon - cortometraggio (1912)
- The Angel of the Desert, regia di Rollin S. Sturgeon - cortometraggio (1912)
- The Winning Hand, regia di Rollin S. Sturgeon - cortometraggio (1913)
- The Whispered Word, regia di Rollin S. Sturgeon - cortometraggio (1913)
- A Corner in Crooks, regia di Rollin S. Sturgeon - cortometraggio (1913)
- When the Desert Was Kind, regia di Rollin S. Sturgeon - cortometraggio (1913)
- Bedelia Becomes a Lady, regia di Rollin S. Sturgeon - cortometraggio (1913)
- After the Honeymoon, regia di R.S. Sturgeon - cortometraggio (1913)
- The Power That Rules, regia di Rollin S. Sturgeon - cortometraggio (1913)
- The Sea Maiden, regia di Rollin S. Sturgeon - cortometraggio (1913)
- The Wrong Pair, regia di Rollin S. Sturgeon - cortometraggio (1913)
- What God Hath Joined Together, regia di Rollin S. Sturgeon - cortometraggio (1913)
- Sandy and Shorty Work Together, regia di Robert Thornby - cortometraggio (1913)
- The Fortune Hunters of Hicksville, regia di Robert Thornby - cortometraggio (1913)
- The Passing of Joe Mary, regia di Robert Thornby - cortometraggio (1913)
- Sandy Gets Shorty a Job, regia di Robert Thornby - cortometraggio (1913)
- The Race - cortometraggio (1913)
- When Friendship Ceases, regia di Robert Thornby - cortometraggio (1913)
- Sleuths Unawares, regia di Robert Thornby - cortometraggio (1913)
- Tangled Threads, regia di Robert Thornby - cortometraggio (1913)
- A Pair of Prodigals, regia di Robert Thornby - cortometraggio (1913)
- Quantrell's Son, regia di Robert Thornby - cortometraggio (1914)
- The Return of Jack Bellew, regia di Robert Thornby - cortometraggio (1914)
- Sandy and Shorty Start Something, regia di Robert Thornby - cortometraggio (1914)
- Lost in the Studio, regia di Robert Thornby (1914)
- Today, regia di William Nigh (1930)

### Sceneggiatore
- When California Was Young, regia di Rollin S. Sturgeon - cortometraggio (1912)
- Quantrell's Son, regia di Robert Thornby - cortometraggio (1914)
- The Return of Jack Bellew, regia di Robert Thornby - cortometraggio (1914)

### Film o documentari dove appare Thornby
- The Great Universal Mystery, regia di Allan Dwan - cortometraggio (1914)